# Puerto Navarino
Puerto Navarino este un port din provincia Antártica Chilena, regiunea Magallanes, Chile, cu o suprafață de  km2. 